# Udul-Kalama
Udul-Kalama di Unug, o Utulkalamma (... – 2605 a.C. circa), è stato il settimo lugal della prima dinastia di Uruk.
La Lista dei re sumeri lo pone dopo il padre Ur-Nungal (a sua volta figlio di Gilgamesh) e gli assegna 15 anni di regno, si crede dal 2620 alla morte. Gli sarebbe successo La-Ba'shum.